# ジュディッタ・パスタ
ジュディッタ・アンジョラ・マリア・コンスタンツァ・パスタ（Giuditta Angiola Maria Costanza Pasta 旧姓Negri 1797年10月26日 - 1865年4月1日）は、イタリアのサロンノ生まれのソプラノ歌手。最も偉大なオペラ歌手の一人と考えられており、20世紀のソプラノ、マリア・カラスもパスタと比較された。

## 生涯
パスタはミラノで、はじめジュゼッペ・スカッパ（Giuseppe Scappa）とダヴィデ・バンデラーリ（Davide Banderali）に、後にジローラモ・クレシェンティーニとフェルディナンド・パエールらに師事した。1816年、彼女はミラノのTeatro degli Accademici Filodrammaticiでスカッパの「Le tre Eleonore」の世界初演を歌い、プロのオペラ歌手としてのデビューを果たした。その年にはパリのイタリア劇場で「ドン・ジョバンニ」のドンナ・エルヴィーラ、ニコロ・アントニオ・ジンガレッリの「ロメオとジュリエット」のジュリエット、そしてパエールの2つのオペラに出演した。
1817年のパスタのロンドンデビューは失敗に終わった。スカッパの下でさらに研鑽をつみ、1819年にはヴェネツィアデビューを成功させた。1821年から1822年のパリでは、極めて広い彼女の声域と演技の才能が激しい表現に合致したことでセンセーションを巻き起した。1824年から1837年までの間は、彼女は定期的にロンドン、パリ、ミラノ、ナポリで歌っていた。1830年にはミラノ、カルカーノ劇場（Teatro Carcano）でドニゼッティの「アンナ・ボレーナ」のアンナ、1831年にはミラノでベッリーニの「夢遊病の女」のアミーナと「ノルマ」のタイトルロールをそれぞれ初演で演じている。
パスタはイタリアで歌唱の指導にも携わった。彼女の有名な生徒にはコントラルトのエマ・アルベルタッツィ、ソプラノのマリアンナ・バルビエーリ＝ニーニとパスタの指導の記録を回顧録に綴ったイギリスのソプラノ、アデレード・ケンブルがいる。また彼女はパスタが完全に引退した後に、浅はかにも慈善演奏会のためにロンドンへ来たことを記録している。ケンブルは仲間の歌手であるポーリーヌ・ガルシア＝ヴィアルドに現在パスタの声はどのような具合なのかをたずね、こうのような答えを得た。「めちゃくちゃよ、だけどレオナルドの『最後の晩餐』と同じようなものね。」
パスタはイタリア、コモ県の町ブレーヴィオで68歳で亡くなっている。

## 声域

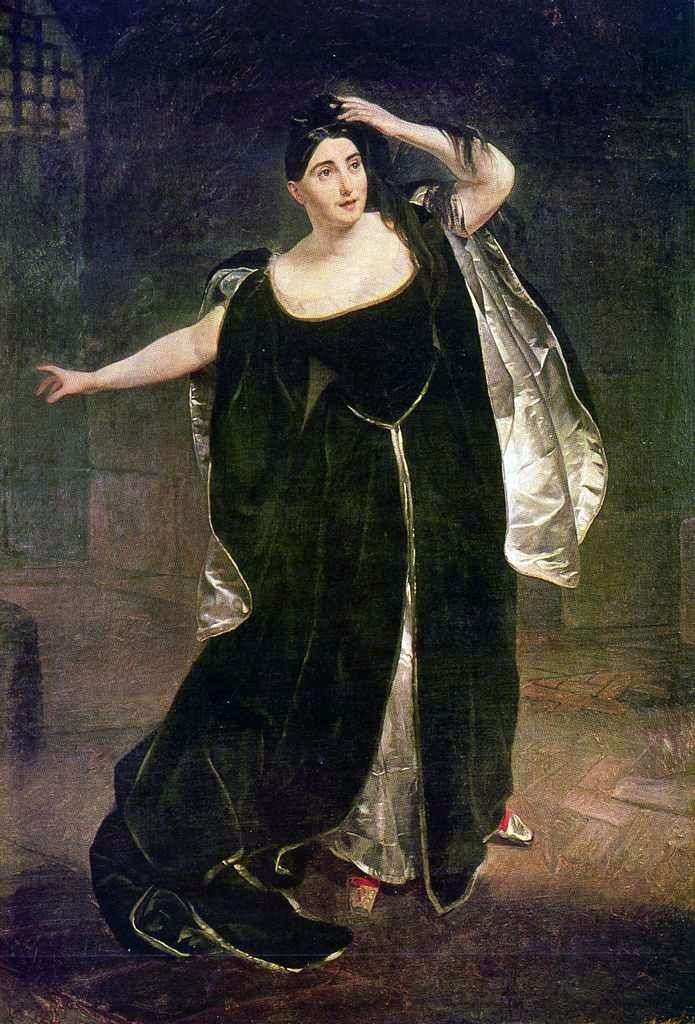
「アンナ・ボレーナ」のアンナ役

パスタの声種はソプラノ・スフォガートと呼びうるものであった。
パスタ氏の声域は相当なものである。彼女は完全な響きをもって下はAから上はC#まで、若干#がかったDすらも出すことができる。また、彼女はソプラノを歌うのと同様に容易くコントラルトを歌うことができる稀有な能力を持ち合わせている。私は提案したいのは（中略）彼女の本当の声域はメゾソプラノと表すべきで、彼女を想定して作曲する場合は、一方ではこれまでも時によって偶発的にそうなっていたように、彼女の驚くほど豊かな声域の端の方の音を開発し続けながらも、メゾソプラノの声域で主題を作るべきではないかということである。この最後のカテゴリーに属する音はそれ自体が極めて素晴らしいだけでなく、共鳴して人を惹き付けるような振動を生み出すことができる。これは何かいまだ説明のつかない物理現象と相俟って、聴衆の魂に即座に催眠効果をもたらすのである。

これはパスタ氏の声の特色の中でも最も特異な事柄だと思われる。その声は同じ鋳型に嵌めて作られているのではないとイタリアでは言われている（つまり声の音色が1つではないということである）。そして1つの声が生み出す音色の基本的な多様性は、偉大なカンタトリーチェが芸術技巧として用いることのできる音楽表現の模様の豊かさを可能にしている。